# Shimoneta to Iu Gainen ga Sonzai Shinai Taikutsu na Sekai
Shimoneta to Iu Gainen ga Sonzai Shinai Taikutsu na Sekai (下ネタという概念が存在しない退屈な世界 lit. Un aburrido mundo donde no existe los chistes verdes?), oficialmente acortado como Shimoseka (下セカ?) en Japón, es una serie japonesa de novelas ligeras escritas por Hirotaka Akagi e ilustradas por Eito Shimotsuki. Shōgakukan publicó los once volúmenes  de esta serie desde el 18 de julio de 2012 hasta el 18 de febrero de 2016, todos impresos por Gagaga Bunko. Una adaptación a serie de manga titulada Shimoneta to Iu Gainen ga Sonzai Shinai Taikutsu na Sekai: Man**-hen (下ネタという概念が存在しない退屈な世界 マン●篇?) con ilustraciones de N' Yuzuki, cuya serialización se realizó en la editorial Mag Garden en su revista Monthly Comic Blade, desde marzo de 2014 hasta abril de 2016. Una adaptación a serie de anime a cargo de J.C.Staff salió al aire entre el 4 julio y el 19 de septiembre de 2015. Shimoneta (下ネタ?) es una palabra japonesa para referirse al "humor vulgar" o "broma sucia", "broma azul", "chiste colorado", "tema erótico".

## Sinopsis
En un mundo distópico de 2023, las autoridades japonesas están reprimiendo cualquier actividad inmoral percibida desde usar lenguaje sugestivo hasta distribuir materiales obscenos en el país, hasta el punto en donde todos los ciudadanos son obligados a usar dispositivos de alta tecnología llamados Peace Makers (fabricantes de paz), que pueden analizar en todo momento el vocabulario de la persona y los movimientos de las manos y/o cualquiera de otras acciones que podrían violar la nueva ley. Un nuevo estudiante de preparatoria llamado Tanukichi Okuma entra a una "Escuela de moral pública" de élite líder en el país, para encontrarse con su amor platónico y presidenta del consejo estudiantil de esa escuela, Anna Nishikinomiya. Sin embargo, Tanukichi rápidamente se encuentra enlazado con el terrorista pervertido "Blue Snow" quien lo "secuestra" y obliga a unirse a su organización, SOX, en la creación y distribución de material pornográfico a través de toda la ciudad.

## Personajes

### SOX
Tanukichi Okuma (奥間 狸吉 Okuma Tanukichi?)
Seiyū: Yūsuke Kobayashi
El protagonista de la historia, amigo de la infancia de Anna e hijo del infame terrorista de bromas sucias Zenjuro, quien fue arrestado por las autoridades de la moral pública años atrás, por intentar distribuir preservativos en el edificio de la Dieta, como desafío contra las leyes morales. Tanukichi es regresado de una escuela secundaria pública con el "puntaje más bajo de moral" según sus nuevos compañeros de clase. Se encuentra constantemente dividido entre mantener el secreto de Ayame (alter ego) como un terrorista lascivo y se da vuelta a favor de las autoridades para ganarse el cariño de Anna. Él tiene un conocimiento de todas las cosas obscenas y sucias que obtuvo de su padre durante su infancia. Esto también implica que debido a su crianza, encuentra muy estimulantes a las actividades lascivas hasta cierto punto, aunque él lo niega. Con el tiempo, él comienza a desarrollar sentimientos por Ayame a pesar de no aprobar su hábito de decir cosas lascivas constantemente. Al final de la historia, Ayame le confiesa sus sentimientos hacia Okuma, pero éste queda impactado, lo cual hace que Ayame salga corriendo avergonzada. Al enterarse días después de que Ayame fue capturada por el gobierno, Okuma y Anna van a rescatarla, donde además convencen al gobierno  sobre los beneficios de las relaciones sexuales. Días después de la abolición de las leyes anti erotismo, Okuma rechaza las confesiones de amor de Anna y Annie y se dirige a la terraza junto a Ayame, donde comentan lo divertido que fue estar en SOX.
Ayame Kajō (華城 綾女 Kajō Ayame?)
 Seiyū: Shizuka Ishigami
La vicepresidenta del Consejo de Estudiantes, en secreto actúa fuera de la escuela como la terrorista pervertida "Tundra Azul", llevaba bragas blancas en su cara para ocultar su identidad y viste únicamente una manta sin nada debajo, su objetivo terrorista-moral es ir difundiendo folletos semi-pornográfico, y gritando chistes obscenos como desafío a las autoridades japonesas morales. Después de secuestrar a Tanukichi, decide formar el grupo de SOX con él y ampliar sus actividades para pervertir a los estudiantes y más allá. Su padre le enseñó un código que puede utilizar en su teléfono móvil que desactiva los PMs que usa durante 3 minutos por día lo que le permite libremente hacer cualquier cosas obscenas durante ese corto periodo de tiempo sin ser descubierta por la policía moral. Más adelante, se demuestra que ella podría haber desarrollado sentimientos románticos por Tanukichi como ella comienza a actuar tímidamente cuando los dos están solos. Cerca del final de la historia, Ayame le confiesa sus sentimientos a Tanukichi, sin embargo, al quedar éste impactado por la confesión, Ayame se avergüenza y sale corriendo. Después de esto y con su mente hecha un caos ella comete un error en una de sus misiones y el gobierno japonés termina enterándose de la identidad secreta de Ayame, siendo capturada y sentenciada a muerte por violar la moral pública de la escuela e infringir las leyes del país. Sin embargo es rescatada por Tanukichi y Anna, los cuales junto Ayame, convencen a los altos mandos del gobierno que mantener relaciones sexuales es lo mejor del mundo y un simbolismo de amor entre un hombre y una mujer. Días después de la abolición de las leyes anti erotismo, Okuma y Ayame se encuentran en la terraza donde comentan lo divertido que fue estar en SOX mientras miran el cielo.
Otome Saotome (早乙女 乙女 Saotome Otome?)
 Seiyū: Satomi Arai
Una prodigio artística cuyas pinturas han ganado premios e incluso se exhiben en toda la escuela, aunque parece aburrida por la atención. Después de descubrir inadvertidamente a Tanukichi cambiando su disfraz de "Tundra Azul", ella lo chantajea para que sea su "mascota" por un tiempo, y luego se une a SOX para aprender cómo dibujar obras de arte explícitas después de que Ayame la eduque sobre el tema. Debido a que su PM es capaz de detectar cualquier movimiento lascivo que hagan sus manos, en su lugar se enseñó a dibujar sosteniendo las herramientas con la boca para evitar los sensores. Ella estaba enamorada de Anna, pero este sentimiento desaparece después de unirse a SOX, aunque en realidad no le "gustaba" Anna en primer lugar, simplemente confundió erróneamente la admiración con el enamoramiento.
Hyōka Fuwa (不破 氷菓 Fuwa Hyōka?)
 Seiyū: Saori Gotō
Una científica en ciernes y compañera de clase de Tanukichi que está obsesionada con resolver el misterio detrás de cómo los bebés son concebidos en verdad, ya que las autoridades morales japonesas han censurado todo lo referente a la educación sexual más allá de vagas generalidades. Ella incluso fue tan lejos como para visitar constantemente a clínicas ginecológicas y hospitales con el fin de aprender más, hasta que se le prohibió visitarlos. A menudo recoge insectos, como moscas, para estudiar sus hábitos reproductivos. Tiene un sentido de la observación muy agudo, capaz de deducir tácticas de manipulación de Kosuri, y convincente Oboro que sus mangas yaoi que tienen un valor educativo a través de gestos restrictivas de Oboro. Ella cree que Tanukichi puede tener las respuestas a sus preguntas, debido a su conocimiento de términos sexuales y lo acosa constantemente para revelar lo que sabe sobre el embarazo de ello. Aunque no es oficialmente un miembro de SOX, ella les ayuda a salir de problemas de vez en cuando, porque ella es consciente (hasta cierto punto) de las identidades de sus miembros.
Kosuri Onigashira (鬼頭 鼓修理 Onigashira Kosuri?)
 Seiyū:  Yui Horie
La hija de Keisuke y una fangirl de "SOX" que lleva múltiples armas (como pistolas de aire y aturdimientos eléctricos) con ella y usa tácticas que aprendió del manga romántico y shōjo para manipular a las personas, incluso a sus aliados. Ayame le permite unirse en parte porque su peinado se parece a la punta de un pene. Al principio, ella se molestó porque SOX no estaba siendo lo suficientemente agresivo con sus tácticas y momentáneamente desertó a la organización de Takuma bajo la presunción de que él era más dramático con su enfoque contra las autoridades japonesas. Ella volvió a SOX después de descubrir que no era más que una elaborada tapadera para que él persiga su fetiche. Ella finge ser la hermana de Tanukichi mientras se esconde en su departamento.

### El Consejo estudiantil
Anna Nishikinomiya (アンナ・錦ノ宮 Anna Nishikinomiya?)
 Seiyū: Miyu Matsuki
Es la presidenta del consejo Estudiantil y amor de la infancia de Tanukichi que le ha encargado de la caza de "Blue Snow" antes de que pueda poner en peligro la moral de la escuela. Después de ser besada accidentalmente por Tanukichi, se desarrolla un amor obsesivo por él, pero debido a la falta de conocimientos sobre temas "inmorales" termina expresando su amor en tendencias extremas. Esto incluye perseguir sin descanso e intentar violarlo, haciendo que Tanukichi coma su "néctar de amor" mientras simultáneamente intenta obtener el suyo, poniendo en peligro Kosuri y Ayame cuando las vea con Tanukichi, y convertirse en mucho más ruda y estricta en su vigilancia, creyendo que al hacer "justicia" y "cosas buenas" que será amada por él. Ella exhibe cantidades extremas de fuerza y destreza, especialmente cuando se enoja o está motivada. Al final de la historia y con la derogación de las leyes anti erotismo, Anna intenta nuevamente confesarse a Okuma, pero este la rechaza, cosa que hace que Anna cambie su personalidad pervertida y se convierta en una persona normal y una ejemplar presidenta estudiantil.
Raiki Gouriki (轟力 雷樹 Gōriki Raiki?)
 Seiyū: Kenta Miyake
Es el tesorero del consejo estudiantil con una postura y comportamiento similar al de un gorila, aunque odia los plátanos. Inicialmente, desconfió de Tanukichi al enterarse de que es el hijo de Zenjuro Okuma, pero luego lo respeta y se preocupa por su bienestar después de que Tanukichi salvó a Anna de los acosadores que la atacaron, lo que lo dejó hospitalizado. Y más tarde, confiesa que es homosexual en el secuestro del autobús terrorista, donde se quitó la ropa y se ve que usa un sujetador y ropa interior femenina.

### Otros personajes
Matsukage Nishikinomiya (錦ノ宮 祠影 Nishikinomiya Matsukage?)
 Seiyū: Hajime Iijima
Es el padre de Anna y un miembro de la Dieta Nacional que fue la fuerza impulsora detrás de las leyes de moral pública originales que convirtieron a Japón en una "sociedad altamente moral". Utiliza la excusa de proteger la moral para ejercer su control sobre todo el país.
Sophia Nishikinomiya (ソフィア・錦ノ宮 Nishikinomiya Sophia?)
 Seiyū: Sayaka Ohara
La madre de Anna, que está detrás de un impulso por leyes de moralidad pública aún más estrictas que las promulgadas actualmente, con el fin de crear un mundo ideal que prácticamente no represente una amenaza para la castidad de Anna.
Oboro Tsukimigusa (月見草 朧 Tsukimigusa Oboro?)
 Seiyū: Sumire Uesaka
Un prefecto escolar aparentemente femenino entrenado por Matsukage para adherirse a un código moral estricto que gira principalmente en torno a proteger a Anna de todas las influencias potencialmente inmorales, incluidos artículos mundanos como aros de baloncesto y rollos de papel higiénico. Oboro incluso tiene esto codificado en "Cinco disposiciones", que incluye la advertencia de que Oboro no puede interferir si Anna misma exhibe un comportamiento lascivo. Sorprendentemente es rápido para cambiar de posición sobre lo que considera material "ilegal" cuando un estudiante protesta con suficiente fuerza. Tanukichi más tarde descubre que Oboro es biológicamente masculino, aunque Oboro insiste en que su género es lo que requiera la asignación.
Keisuke Onigashira (鬼頭 慶介 Onigashira Keisuke?)
Es el Padre de Kosuri; Ero-terrorista que hizo tratos con las autoridades morales, enojando a los otros grupos terroristas en Japón, así como a su propia hija.
Takuma Ichinose (一ノ瀬 琢磨 Ichinose Takuma?)
 Seiyū: Ken Narita
Ero-terrorista que se envuelve en bragas y está obsesionado con la ropa interior, teniendo sus propios conceptos de lo que se considera el mejor tipo de ropa interior. Un "pervertido de clase alta" que dirige el grupo "Gathered Fabric" para robar todo tipo de ropa interior en todo Japón, termina chocando contra "SOX" porque Ayame cree que está arruinando la reputación del grupo al realizar actos terroristas como secuestrar el transporte público bajo La afirmación de que "Gathered Fabric" es un aliado de "SOX". Ayame finalmente lo confronta y le dice que solo quiere protestar contra las leyes antiprofanas, no atacar activamente a las autoridades japonesas.
Base negra (手の黒 Tehen no Kuro?)
 Seiyū: Sho Hayami
Es un ero-terrorista. Él personalmente conocía y trabajaba junto a Zenjuro y planeaba desbloquear una bóveda secreta llena de tesoros eróticos usando un artefacto que se transmitió a Tanukichi. Reunió al elenco principal en un complejo a través de invitaciones falsas y los desafió a un duelo por el artefacto a través de Yakyuken. Observó su satisfacción por cómo Tanukichi había crecido como su padre antes que él cuando se fue.
Binkan (びんかんちゃん?)
 Seiyū: Yui Ogura
Un personaje original de anime. Binkan es simplemente un espectador inocente que a menudo está cerca cada vez que SOX realiza otro acto de terrorismo. Los personajes principales apenas la reconocen hasta el episodio final, donde se demuestra que es una prefecta en entrenamiento bajo el liderazgo de Oboro. El verdadero nombre de Binkan nunca se menciona; su apodo se traduce aproximadamente como "pequeña sensible".
Annie Brown (アニー・ブラウン Annie Brown?)
Una experta técnica estadounidense contratada por el gobierno japonés para promover la tecnología de PM en el extranjero, pero tiene un conocimiento tenue del idioma japonés, lo que la lleva a menudo a usar insinuaciones sucias cuando intenta hablarlo. Más tarde se siente atraída por Tanukichi.

## Media

### Novelas ligeras
El primer volumen de la novela ligera fue publicado el 18 de julio de 2012 por Shōgakukan bajo su imprenta Gagaga Bunko. Esta obra cuenta con un total de once volúmenes publicados hasta el 18 de febrero del 2016 y un volumen extra publiacado el 20 de julio de 2016.
| Volúmenes de novelas ligeras publicadas | Volúmenes de novelas ligeras publicadas | Volúmenes de novelas ligeras publicadas |
| Número                                  | Fecha de publicación                    | ISBN                                    |
| --------------------------------------- | --------------------------------------- | --------------------------------------- |
| 1                                       | 18 de julio de 2012                     | ISBN 9784094513523                      |
| 2                                       | 20 de noviembre de 2012                 | ISBN 9784094513769                      |
| 3                                       | 18 de marzo de 2013                     | ISBN 9784094514070                      |
| 4                                       | 20 de agosto de 2013                    | ISBN 9784094514322                      |
| 5                                       | 17 de enero de 2014                     | ISBN 9784094514636                      |
| 6                                       | 20 de mayo de 2014                      | ISBN 9784094514858                      |
| 7                                       | 18 de septiembre de 2014                | ISBN 9784094515114                      |
| 8                                       | 18 de febrero de 2015                   | ISBN 9784094515367                      |
| 9                                       | 18 de junio de 2015                     | ISBN 9784094515558                      |
| 10                                      | 18 de septiembre de 2015                | ISBN 9784094515725                      |
| 11                                      | 18 de febrero de 2016                   | ISBN 9784094515947                      |
| ○ＥＸ                                   | 20 de julio de 2016                     | ISBN 9784094516203                      |

### Manga
Una adaptación a manga titilada Shimoneta to Iu Gainen ga Sonzai Shinai Taikutsu na Sekai: Man**-hen e ilustrada por N' Yuzuki se serializó en Mag Garden en la revista Monthly Comic Blade de mayo de 2014 a marzo de 2016, con un total de 4 volúmenes tankōbon recopilados.
| Volúmenes de novelas ligeras publicadas | Volúmenes de novelas ligeras publicadas | Volúmenes de novelas ligeras publicadas |
| Número                                  | Fecha de publicación                    | ISBN                                    |
| --------------------------------------- | --------------------------------------- | --------------------------------------- |
| 1                                       | 18 de febrero de 2015                   | ISBN 9784800004130                      |
| 2                                       | 18 de junio de 2015                     | ISBN 9784800004710                      |
| 3                                       | 10 de agosto de 2015                    | ISBN 9784800004864                      |
| 4                                       | 9 de abril de 2016                      | ISBN 9784800005649                      |

### Anime
Gagaga Bunko anunció la adaptación a anime de esta serie en octubre de 2014. La serie fue adaptada por J.C.Staff salió al aire en Japón y dirigida por Youhei Suzuki, con Masahiro Yokotani manejando los guiones, Masahiro Fujii diseñando los personajes y Akiyuki Tateyama componiendo la música. Se emitió en AT-X, Tokyo MX, KBS, CTC y otros canales entre el 4 julio y el 19 de septiembre de 2015. SOX realizó el tema de apertura "B Chiku Sentai SOX" (B地区戦隊SOX?), mientras que Sumire Uesaka interpretó el tema final "Inner Urge". El anime está licenciado en Estados Unidos por Funimation, y por AnimeLab para Australia y Nueva Zelanda donde se transmitió en simultáneo en su página web mientras estaba al aire en Japón.
| Episodios | Episodios | Episodios                |
| Número    | Título | Fecha de estreno         |
| --------- | --- | ------------------------ |
| 1         | «¿A quién le sirve el orden público y la moralidad?» «Kōjoryōzoku wa daregatame ni?» (公序良俗は誰が為に？)                          | 4 de julio de 2015       |
| 2         | «Los misterios del embarazo» «Ninshin no nazo» (妊娠のなぞ)                                                                          | 11 de julio de 2015      |
| 3         | «Cómo amar a alguien» «Hito no aishi-kata» (人の愛し方)                                                                              | 18 de julio de 2015      |
| 4         | «El refrán dice ... El amor es justicia» «Sekai iwaku, aihaseigi» (世界いわく、愛は正義)                                             | 25 de julio de 2015      |
| 5         | «¿Quién se beneficia del terrorismo sucio?» «Shimoneta tero wa ta ga tame ni?» (下ネタテロは誰が為に？)                              | 1 de agosto de 2015      |
| 6         | «¡Calidez hecha a mano!» «Tedzukuri no nukumori!» (手作りのぬくもり！)                                                               | 8 de agosto de 2015      |
| 7         | «Lo que SOX creó» «SOX ga tsukurishi mono» (SOXが作りし者)                                                                           | 15 de agosto de 2015     |
| 8         | «El diablo toca su propia trompeta» «Akuma ga ki tarite hora o fuku» (悪魔が来たりてホラを吹く)                                      | 22 de agosto de 2015     |
| 9         | «¿Sueñan los androides con masajistas eléctricos?» «Andoroido wa denki anma no yumewomiru ka» (アンドロイドは電気アンマの夢を見るか) | 29 de agosto de 2015     |
| 10        | «Misión masturbación» «Jī-kyū kuesuto» (ジイ級クエスト)                                                                              | 5 de septiembre de 2015  |
| 11        | «Fiesta Techno» «Tekunobureiku» (テクノブレイク)                                                                                     | 12 de septiembre de 2015 |
| 12        | «¡Chistes sucios para siempre!» «Shimoneta yo eien ni» (下ネタよ永遠に)                                                              | 19 de septiembre de 2015 |